# Roland Wetzig
Roland Wetzig   (Oschatz, 24 de juliol de 1959) és un pilot de bob alemany, ja retirat, que va competir sota bandera de la República Democràtica Alemanya durant les dècades de 1970 i 1980.
Wetzig s'inicià com a llançador de disc, però el 1979 va passar-se al bob. El 1980 va prendre part en els Jocs Olímpics d'Hivern de Lake Placid, on guanyà la medalla de bronze en la prova de bobs a quatre del programa de bob. Formà equip amb Horst Schönau, Andreas Kirchner i Detlef Richter. Quatre anys més tard, als Jocs de Sarajevo, guanyà la medalla d'or en la mateixa prova. En aquesta ocasió compartí equip amb Wolfgang Hoppe, Andreas Kirchner i Dietmar Schauerhammer.
En el seu palmarès també destaquen dues medalles de plata al Campionat del món de bob. així com un or i un bronze al Campionat d'Europa de bob.